# Saccocoelioides sogandaresi
Saccocoelioides sogandaresi är en plattmaskart som beskrevs av Szidat 1954. Saccocoelioides sogandaresi ingår i släktet Saccocoelioides och familjen Haploporidae. Inga underarter finns listade i Catalogue of Life.